# テオドジオ1世 (ブラガンサ公)
テオドジオ1世（Teodósio I, Duque de Bragança, 1510年 - 1563年9月22日）は、ポルトガルの貴族、第5代ブラガンサ公。

## 生涯
第4代公爵ジャイメ1世とその最初の妻でメディナ＝シドニア公爵家出身のレオノール・デ・グスマンの間の長男。1532年に父からブラガンサ公爵家の家督を継いだ。1537年に同母妹のイザベルがポルトガル王マヌエル1世の息子ドゥアルテ王子と結婚した際、妹に婚資としてギマランイス公爵領を持たせ、ドゥアルテ王子にギマランイス公爵位を譲った。
1542年、父方の叔父レモス伯ディニスの娘イザベル（1513年 - 1558年）と最初の結婚をし、間に息子を1人もうけた。
- ジョアン1世（1543年 - 1583年） - ブラガンサ公

1559年、コインブラ公ジョルジェ（ポルトガル王ジョアン2世の庶子）の孫娘ベアトリス・デ・レンカストレ（1542年 - 1623年）と再婚し、1男1女をもうけた。
- ジャイメ（1560年 - 1578年） - アルカセル・キビールの戦いで戦死
- イザベル（1562年 - 1626年） - 1604年、初代カミーニャ公爵ミゲル・ルイス・デ・メネゼスと結婚